# Prosotsani (gmina)
Prosotsani (gr. Δήμος Προσοτσάνης, Dimos Prosotsanis) – gmina w Grecji, w administracji zdecentralizowanej Macedonia-Tracja, w regionie Macedonia Wschodnia i Tracja, w jednostce regionalnej Drama. W 2011 roku liczyła 13 066 mieszkańców. Powstała 1 stycznia 2011 roku w wyniku połączenia dotychczasowych gmin Prosotsani i Sitagri. Siedzibą gminy jest Prosotsani.